# Downtown Miami

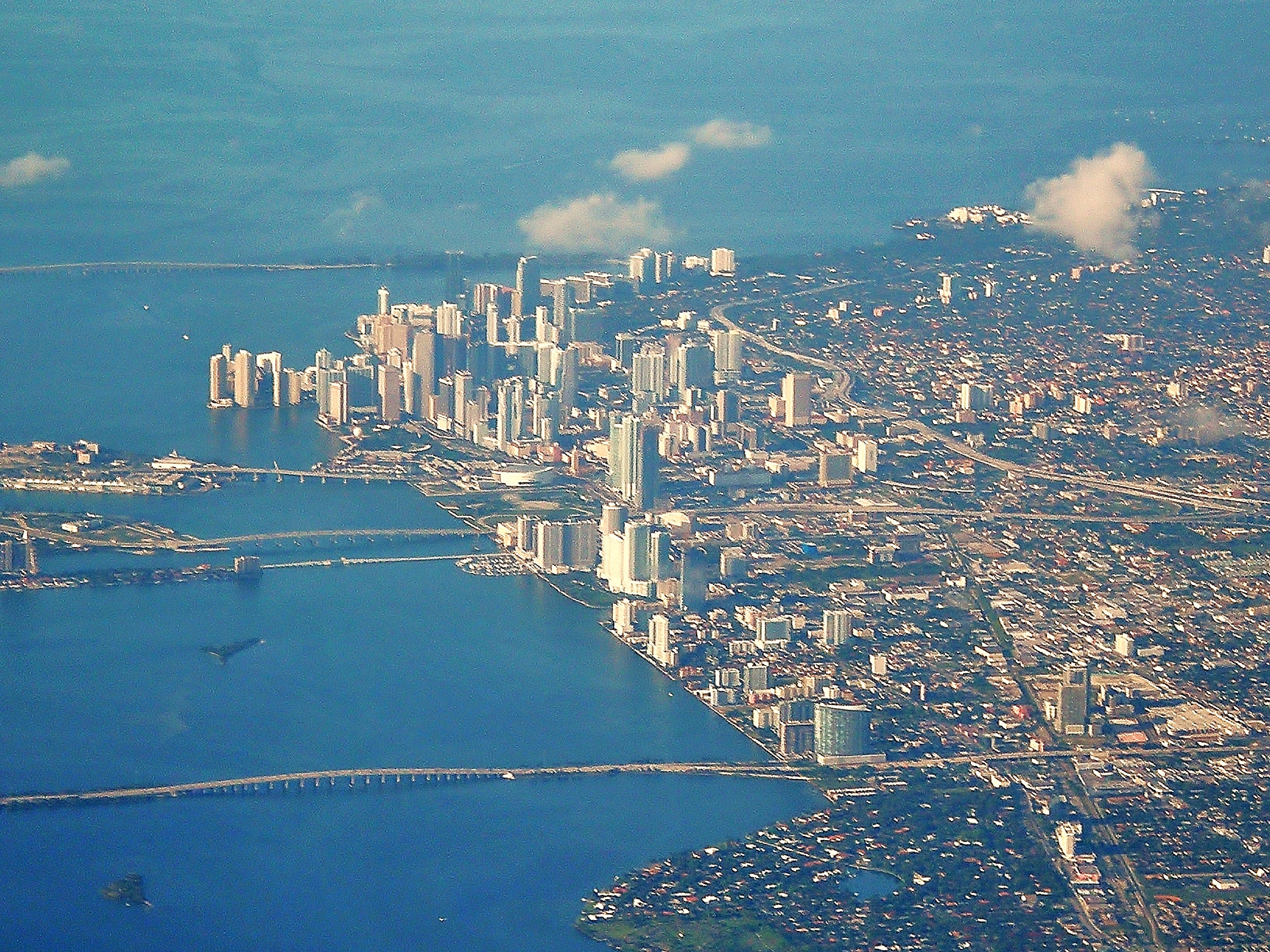
Een luchtfoto van het centrum van Downtown Miami.

Downtown Miami is een stedelijke woonwijk, en het zakendistrict van Miami, Miami-Dade County, en Zuid-Florida in de Verenigde Staten. Downtown is het historische culturele, financiële en commerciële centrum van Zuid-Florida, haar geschiedenis gaat terug tot de 19de eeuw. In de afgelopen jaren is het gebied uitgegroeid tot het snelst groeiende gebied van Miami. Downtown is de thuisbasis van grote musea, parken, scholen en universiteiten, banken, rechtbanken, overheidskantoren, theaters, winkels en historische gebouwen.
Sinds 2009 wonen er ongeveer 71.000 bewoners permanent in de binnenstad (inclusief de omliggende wijken Brickell, Park West, en Omni). In totaal wonen er bijna 200.000 inwoners in het Downtowngebied, waardoor Downtown Miami een van de meest dichtbevolkte binnensteden in de Verenigde Staten is, op New York en Chicago na. Er wordt verwacht dat er in 2014 85.000 permanente inwoners in de stad woonachtig zijn.
Door de recente bouw van wolkenkrabbers en kantoortorens groeit Downtown ook qua nieuwe winkels, bars, parken en restaurants snel. Samen met de buurt Brickell is Downtown van 40.000 inwoners in 2000 gegroeid tot meer dan 70.000 inwoners in 2009, waardoor het een van de snelst groeiende gebieden in Florida is. In 2009 werkten er meer dan 190.000 mensen in kantoren in de binnenstad van Downtown en Brickell.

## Geschiedenis

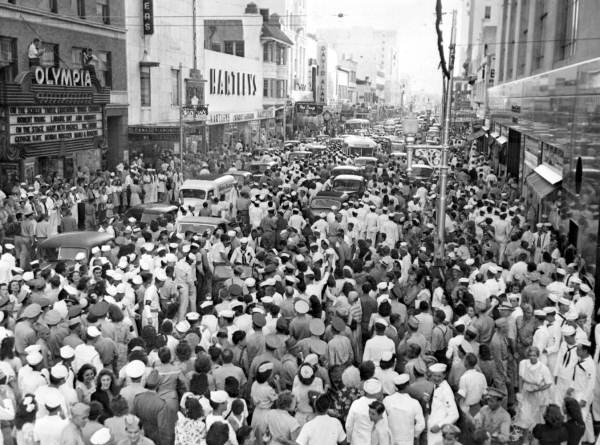
Flagler Street op 15 augustus 1945, 20 minuten na de aankondiging van de overgave van Japan aan het einde van de Tweede Wereldoorlog.

Downtown Miami is het historische hart van Miami, en samen met Coconut Grove is het een van de eerste gebieden die zijn beslecht door de Europeanen. Vóór de komst van de Europeanen was Downtown een belangrijke locatie van de Tequesta-indianen. Het Miami Circle Park aan de monding van de Miami River is de locatie van de oude, bewaard gebleven, Tequesta-begraafplaats. Flagler Street is de belangrijkste winkelstraat van Downtown sinds de begindagen van Miami rond 1800, en is vernoemd naar Henry Flagler.

## Transport

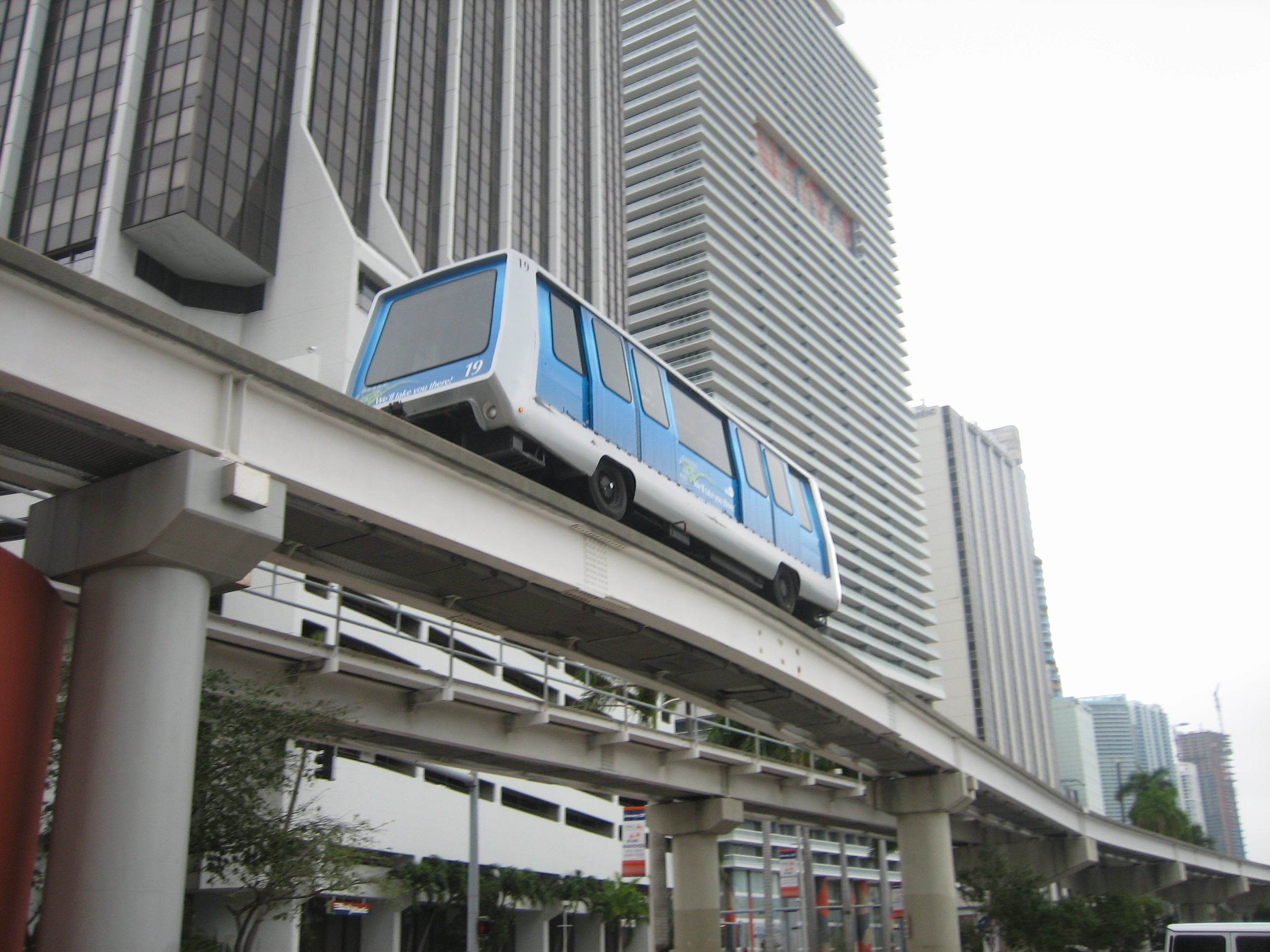
De Metromover.

Openbaar vervoer wordt in de binnenstad van Downtown Miami meer gebruikt dan in enig ander deel van Miami en is een essentieel onderdeel van het leven in Downtown. De metro van Miami maakt drie stops in het stadscentrum. In aanvulling op de metro rijdt de Metromover welke 22 stations in heel Downtown telt. De Metromover is gratis en de stations ervan zijn duidelijk te vinden in de binnenstad en in de naastgelegen wijk Brickell. De metro heeft haltes in heel Miami met verbindingen naar de Internationale Luchthaven van Miami, alle buslijnen, Tri-Rail en Amtrak. Als een stedelijke en voetgangers-vriendelijke omgeving met een uitgebreid netwerk van openbaar vervoer is Downtown (samen met Brickell, Omni, en South Beach) een van de gebieden in Miami waar een auto-vrije levensstijl gemeengoed is. Veel bewoners verplaatsen zich te voet, per fiets, Metromover of per taxi. De Metromover is een populair alternatief voor wandelen in het gebied, vooral op regenachtige, warme of koude dagen, als de Metromover gratis is.

## Detailhandel

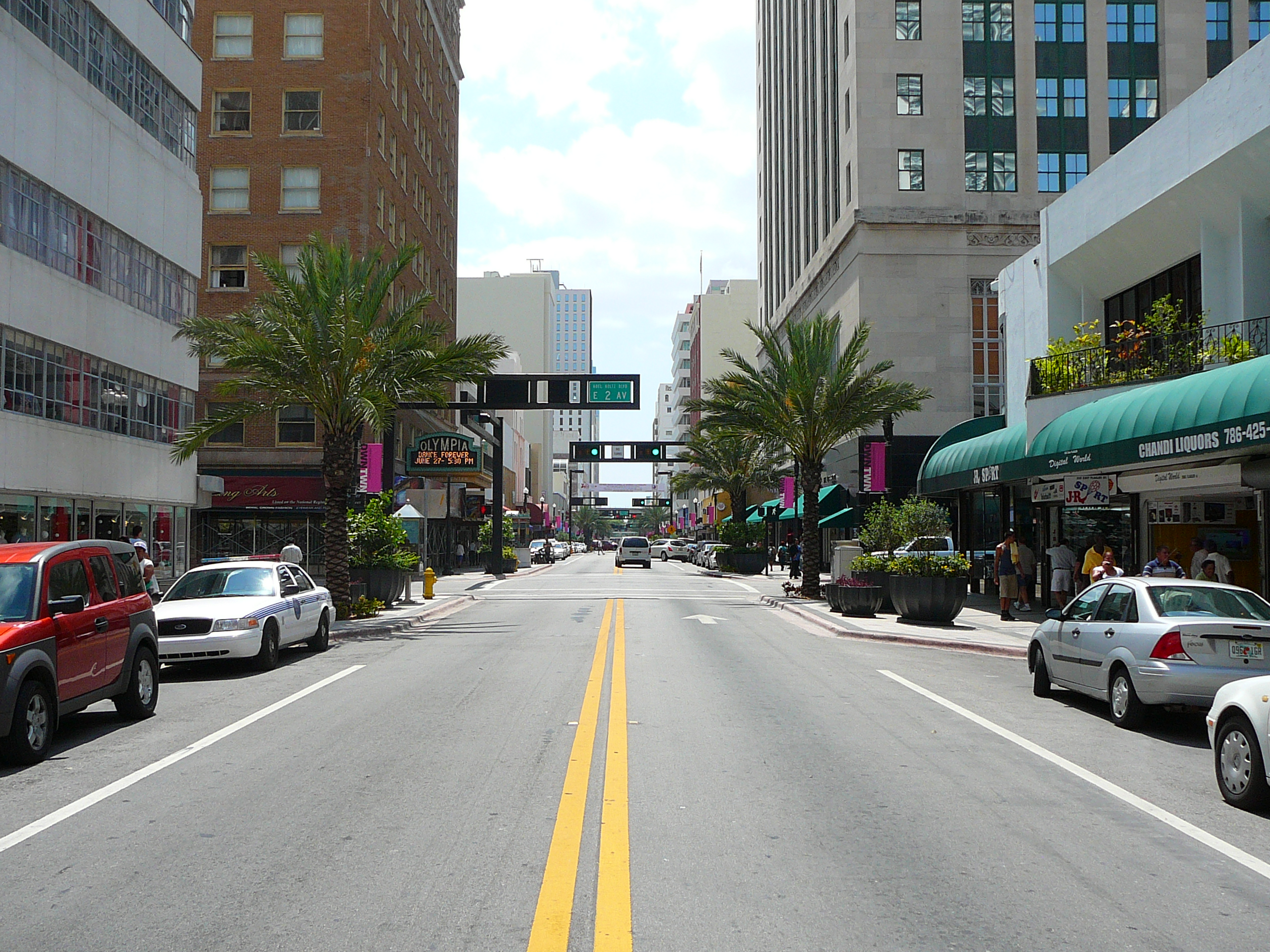
Flagler Street is Downtowns belangrijkste winkelstraat sinds ± 1800.

Historisch gezien is Flagler Street de belangrijkste winkelstraat, waarvan de geschiedenis teruggaat tot de 19e eeuw. Het is hedendaags nog steeds Downtowns belangrijkste winkelstraat, met onder andere een vestiging van de warenhuisketen Macy's. Flagler Street is ook de thuisbasis van veel bekende en gevestigde juweliers, waarvan er veel in Downtown gevestigd zijn sinds het begin van de 20e eeuw. Dit gebied van de juweliers heet het Miami Jewelry District.
Na vele jaren van verval is er onlangs veel aandacht besteed aan revitalisering van Flagler Street. Er zijn de afgelopen jaren vele nieuwe restaurants en winkels geopend, en er zijn nieuwe groenvoorzieningen en straatstenen geplaatst. Er zijn tevens drie nieuwe miniparken geopend welke meer groen, bankjes, kunst en rustplaatsen op de straat hebben meegebracht.
Naast Flagler Street heeft Downtown twee andere grote winkelstraten, Bayside Marketplace en Mary Brickell Village in Brickell. Bayside Marketplace werd in 1987 aangelegd en is een van de meest bezochte toeristische attracties van Miami met gemiddeld meer dan 15 miljoen bezoekers per jaar. Het is een openlucht winkelcentrum met uitzicht op de Biscayne Bay bij Bayfront Park. Op Bayside Marketplace zijn er diverse nationale winkelketens gevestigd, evenals lokale winkels. In Mary Brickell Village zijn er chique bars en restaurants gevestigd, ook is er een groot uitgaanscentrum te vinden.

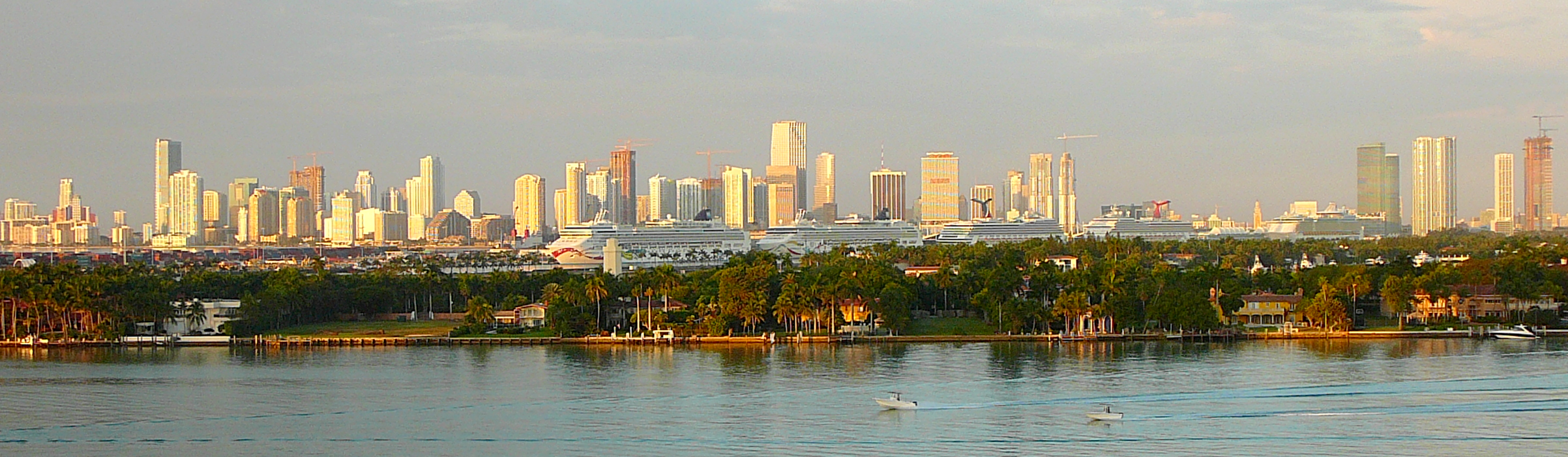
De skyline van Downtown Miami vanuit het oosten in 2008.

Panoramisch uitzicht op Downtown Miami in 2009.